# Dolichopeza (Dolichopeza) albipes
Dolichopeza (Dolichopeza) albipes is een tweevleugelige uit de familie langpootmuggen (Tipulidae). De soort komt voor in het Palearctisch gebied.